# João Mendes de Vasconcelos
João Mendes de Vasconcelos (c. 1300-depois de 1369) foi um nobre medieval do Reino de Portugal e alcaide-mor de Miranda do Corvo em 1357 e de Estremoz em 1369. Também foi uma das testemunhas em junho de 1360 em Cantanhede do juramento do rei D.Pedro I sob seu casamento secreto com Inês de Castro.

## Relações familiares
Foi o filho primogénito de Mem Rodrigues de Vasconcelos (m. entre 1330 e 1339), senhor da Domus Fortis denominada Torre de Vasconcelos e de sua primeira esposa, Maria Martins Zote, filha de Martim Peres Zote e de Maria Vicente de Urgeses. Casou ao redor de 1325 com Aldara Afonso Alcoforado, filha de Vasco Afonso Alcoforado e de Brites Martins Barreto, de quem teve uma única filha:
- Aldonça Anes de Vasconcelos casada com Martim Afonso Telo de Meneses (m. em Toro, 25 de Janeiro de 1356). Foram os pais de João Afonso Telo de Meneses, 6.º conde de Barcelos; Gonzalo Teles, conde de Neiva e senhor de Faria; Maria Teles, assassinada pelo seu segundo esposo o infante João; e da rainha Leonor Teles de Meneses.